# Lino Carletto
Lino Carletto (Vigasio, Italia; 20 de julio de 1943), es un exciclista italiano que fue profesional entre los años 1966 y 1971. Su logro deportivo más destacado fue la victoria en la G.P. Cemab - Mirandola de 1967.

## Resultados en grandes vueltas

### Giro de Italia
- 1967. 20º de la clasificación general
- 1968. 52.º de la clasificación general
- 1969. 19º de la clasificación general

### Tour de Francia
- 1969. Abandono en la 10.ª etapa